# Ducati 848

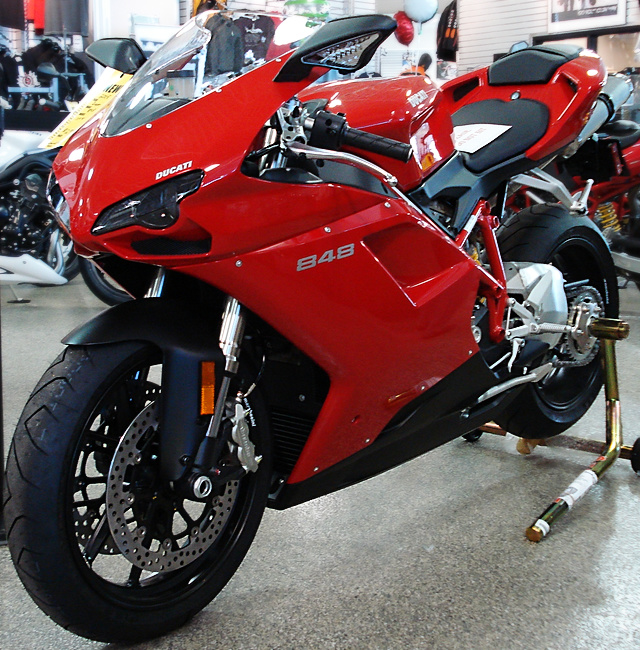
848 rouge

La 848 est une moto du constructeur italien Ducati de type sportive.
La 848 est disponible en rouge ou blanc.
En 2009, l'importateur américain propose une 848 Nicky Hayden, reprenant les couleurs portées dans le championnat du monde de vitesse moto 2009 par le pilote. Elle est présentée le 4 juillet 2009, la veille de la manche américaine. Le réservoir est orné de la signature de Nicky.
Pour 2011, Ducati présente la 848Evo. Si la partie cycle reste inchangée, le moteur gagne 6 ch à 10 500 tr/min. Le couple atteint 9,8 mkg à 9 750 tr/min. Une version en noir mat (Dark) fait aussi son apparition.